# WTA-toernooi van Tampico
Het WTA-toernooi van Tampico is een jaarlijks terugkerend tennistoernooi voor vrouwen dat wordt georganiseerd in de Mexicaanse stad Tampico. De officiële naam van het toernooi is Abierto Tampico.
De WTA organiseert het toernooi, dat in de categorie "WTA 125" valt en wordt gespeeld op hardcourtbuitenbanen.
In de periode 2013–2017 vond hier een ITF-toernooi plaats, met in 2017 een prijzenpot van $100.000.
In 2022 werd voor het eerst een WTA-toernooi georganiseerd. Deze inaugurele editie werd gewonnen door de Italiaanse Elisabetta Cocciaretto.

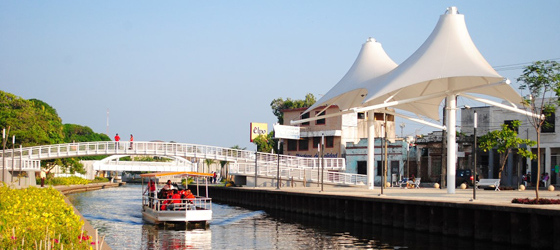
Aanzicht van Tampico

## Finales

### Enkelspel
| Datum      | Naam            | Cat.    | ($)     | Ondergrond        | Winnares               | Verliezend finaliste | Uitslag       |         |
| ---------- | --------------- | ------- | ------- | ----------------- | ---------------------- | -------------------- | ------------- | ------- |
| 2022-10-24 | Abierto Tampico | WTA 125 | 115.000 | hardcourt, buiten | Elisabetta Cocciaretto | Magda Linette        | 7-6, 4-6, 6-1 | details |
| 2023-10-23 | Abierto Tampico | WTA 125 | 115.000 | hardcourt, buiten | Emina Bektas           | Anna Kalinskaja      | 6-3, 3-6, 7-6 | details |
| 2024-10-21 | Abierto Tampico | WTA 125 | 115.000 | hardcourt, buiten | Marina Stakusic        | Anna Blinkova        | 6-4, 2-6, 6-4 | details |

### Dubbelspel
| Datum      | Naam            | Cat.    | ($)     | Ondergrond        | Winnaressen                            | Verliezend finalistes               | Uitslag  |         |
| ---------- | --------------- | ------- | ------- | ----------------- | -------------------------------------- | ----------------------------------- | -------- | ------- |
| 2022-10-24 | Abierto Tampico | WTA 125 | 115.000 | hardcourt, buiten | Tereza Mihalíková Aldila Sutjiadi      | Ashlyn Krueger Elizabeth Mandlik    | 7-5, 6-2 | details |
| 2023-10-23 | Abierto Tampico | WTA 125 | 115.000 | hardcourt, buiten | Kamilla Rachimova Anastasija Tichonova | Sabrina Santamaria Heather Watson   | 7-6, 6-2 | details |
| 2024-10-21 | Abierto Tampico | WTA 125 | 115.000 | hardcourt, buiten | Carmen Corley Rebecca Marino           | Alina Kornejeva Polina Koedermetova | 6-3, 6-3 | details |